# Paul Smart
Paul Smart (Eynsford, 23 aprile 1943 – 27 ottobre 2021) è stato un pilota motociclistico britannico.

## Carriera
Esordì nelle competizioni negli anni 60, facendosi notare con il secondo posto al Tourist Trophy 1967, nella classe Production TT 750 cc, dietro a John Hartle. L'anno successivo fece il suo esordio nel motomondiale in occasione del Lightweight TT, nel quale si ritirò. Negli anni successivi corse con Seeley 500 e Yamaha 250 e 350 private, ottenendo diversi buoni risultati: in particolare nel 1970 fu terzo al Tourist Trophy e ai Gran Premi di Finlandia e Ulster. Al di fuori del motomondiale corse per il gruppo BSA-Triumph nell'Endurance e nella Formula 750, vincendo sempre nel '70 il Bol d'Or.
Nel 1972 corse negli Stati Uniti d'America con delle Kawasaki, ma per la prima edizione della 200 Miglia di Imola Smart fu ingaggiato dalla Ducati. Con la nuova 750 bolognese il britannico ottenne la vittoria davanti al compagno di marca Bruno Spaggiari: il successo rimase storico poiché il primo conseguito dalla casa di Borgo Panigale con una moto di grossa cilindrata, segnando a posteriori uno spartiacque nella storia sportiva dell'azienda. Nella stessa annata, in sella a una Ducati 500 GP, Smart fu quarto al Gran Premio delle Nazioni. La sua carriera continuò sino al 1975.
Sposato con Maggie Sheene (sorella di Barry), ha un figlio, Scott, che ne ha seguito le orme diventando pilota professionista.

## Risultati nel motomondiale

### Classe 250
| 1968 | Classe | Moto   |   |   |     |   |   |   |   |   |   |   |  |  |  | Punti | Pos. |
| ---- | ------ | ------ | - | - | --- | - | - | - | - | - | - | - |  |  |  | ----- | ---- |
| 1968 | 250    | Yamaha | - | - | Rit | - | - | - | - | - | - | - |  |  |  | 0     |      |

| 1970 | Classe | Moto   |   |  |   |   |   |   |   |   |   |   |   |   |  | Punti | Pos. |
| ---- | ------ | ------ | - |  | - | - | - | - | - | - | - | - | - | - |  | ----- | ---- |
| 1970 | 250    | Yamaha | - |  | - | - | - | - | - | - | 3 | 3 | - | - |  | 20    | 13º  |

| 1971 | Classe | Moto   |   |   |  |   |   |   |   |   |   |   |   |   |  | Punti | Pos. |
| ---- | ------ | ------ | - | - |  | - | - | - | - | - | - | - | - | - |  | ----- | ---- |
| 1971 | 250    | Yamaha | - | - |  | - | 4 | - | - | 2 | - | - | - | - |  | 20    | 11º  |

| Legenda | 1º posto        | 2º posto            | 3º posto            | A punti      | Senza punti        | Grassetto – Pole position Corsivo – Giro più veloce |
| Legenda | Gara non valida | Non qual./Non part. | Ritirato/Non class. | Squalificato | '-' Dato non disp. | Grassetto – Pole position Corsivo – Giro più veloce |

### Classe 350
| 1970 | Classe | Moto   |   |    |   |   |   |    |   |   |   |   |   |   |  | Punti | Pos. |
| ---- | ------ | ------ | - | -- | - | - | - | -- | - | - | - | - | - | - |  | ----- | ---- |
| 1970 | 350    | Yamaha | - | NE | - | 3 | - | NE | - | - | - | - | - | - |  | 10    | 17º  |

| 1971 | Classe | Moto   |   |   |  |   |    |   |   |   |   |   |   |   |  | Punti | Pos. |
| ---- | ------ | ------ | - | - |  | - | -- | - | - | - | - | - | - | - |  | ----- | ---- |
| 1971 | 350    | Yamaha | - | 3 |  | - | NE | 2 | - | 2 | - | - | - | - |  | 34    | 5º   |

| Legenda | 1º posto        | 2º posto            | 3º posto            | A punti      | Senza punti        | Grassetto – Pole position Corsivo – Giro più veloce |
| Legenda | Gara non valida | Non qual./Non part. | Ritirato/Non class. | Squalificato | '-' Dato non disp. | Grassetto – Pole position Corsivo – Giro più veloce |

### Classe 500
| 1969 | Classe | Moto            |  |  |  |     |     |  |  |  |     |  |  |  |  | Punti | Pos. |
| ---- | ------ | --------------- |  |  |  | --- | --- |  |  |  | --- |  |  |  |  | ----- | ---- |
| 1969 | 500    | Norton e Seeley |  |  |  | Rit | Rit |  |  |  | Rit |  |  |  |  | 0     |      |

| 1970 | Classe | Moto   |  |  |  |     |   |  |  |    |     |     |  |  |  | Punti | Pos. |
| ---- | ------ | ------ |  |  |  | --- | - |  |  | -- | --- | --- |  |  |  | ----- | ---- |
| 1970 | 500    | Seeley |  |  |  | Rit | 5 |  |  | NE | Rit | Rit |  |  |  | 6     | 28º  |

| 1972 | Classe | Moto   |  |  |  |   |  |  |  |  |  |  |  |  |  | Punti | Pos. |
| ---- | ------ | ------ |  |  |  | - |  |  |  |  |  |  |  |  |  | ----- | ---- |
| 1972 | 500    | Ducati |  |  |  | 4 |  |  |  |  |  |  |  |  |  | 8     | 22º  |

| 1974 | Classe | Moto   |     |  |     |     |  |     |  |     |  |     |    |    |  | Punti | Pos. |
| ---- | ------ | ------ | --- |  | --- | --- |  | --- |  | --- |  | --- | -- | -- |  | ----- | ---- |
| 1974 | 500    | Suzuki | Rit |  | Rit | Rit |  | Rit |  | Rit |  | Rit | NE | NE |  | 0     |      |

| Legenda | 1º posto        | 2º posto            | 3º posto            | A punti      | Senza punti        | Grassetto – Pole position Corsivo – Giro più veloce |
| Legenda | Gara non valida | Non qual./Non part. | Ritirato/Non class. | Squalificato | '-' Dato non disp. | Grassetto – Pole position Corsivo – Giro più veloce |